# Matthias Behr
Matthias Behr (* 1. dubna 1955 Tauberbischofsheim, Německo) je bývalý západoněmecký a německý sportovní šermíř, který se specializoval na šerm fleretem.
Západní Německo reprezentoval v sedmdesátých a osmdesátých letech. Na olympijských hrách startoval v roce 1976, 1984 a 1988 v soutěži jednotlivců a družstev. V roce 1980 přišel o účast na olympijských hrách kvůli bojkotu. V soutěži jednotlivců získal na olympijských hrách 1984 stříbrnou olympijskou medaili. V roce 1987 obsadil druhé místo na mistrovství světa v soutěži jednotlivců. Se západoněmeckým družstvem fleretistů vybojoval na olympijských hrách jednu zlatou (1976) a dvě stříbrné (1984, 1988) olympijské medaile. V roce 1977, 1983 a 1987 vybojoval s družstvem titul mistrů světa.